# 銀座高級クラブママ青山みゆき
『銀座高級クラブママ 青山みゆき』（ぎんざこうきゅうくらぶまま あおやまみゆき）は、2006年から2008年までテレビ東京・BSジャパン共同制作「水曜ミステリー9」で放送されたテレビドラマシリーズ。全3回。主演は名取裕子。
夜の銀座で働く女性は高級クラブの雇われママ、青山みゆき。ママの周囲で展開する事件を解決へと導いていく。都度お店の女の子が辞めたりとトラブルに巻き込まれる。

## キャスト

### クラブ「カミュ」
青山みゆき
演 - 名取裕子
雇われママ。母と名乗れない娘（土屋里沙）がいる。ママになる前はクラブ「ラ・シャトー」のホステスをしていた。
甲斐達也
演 - 風間トオル（第2作・第3作）
店長。みゆきに恋心を抱いているが、そっと周辺をサポートし続けている。
城ヶ崎修司
演 - 沼田爆（第2作・第3作）
オーナー。

### 焼き鳥「六兵」
六兵
演 - 徳井優（第2作・第3作）
亭主。
昌子
演 - 松金よね子（第2作・第3作）
女将。六兵の妻。

### その他
木田蓉子
演 - 夏樹陽子（第1作・第2作）
クラブ「ラ・シャトー」オーナーママ。
土屋里沙
演 - 加藤文代（第1作・第2作）
みゆきと客だった土屋との間に生まれた娘。結婚の約束をしていたが土屋の両親に反対される。土屋の両親からは親戚の伯母ということで里沙と会うことを許してもらっている。第1作は中学3年生、第2作は高校1年生になっている。
野村善文
演 - 吉満涼太（第2作・第3作）
銀座警察署の刑事。
大垣貫太郎
演 - 六平直政
竜宮出版社代表取締役。「カミュ」の客。
宮川信一郎
演 - 横内正（第2作・第3作）
代議士。「カミュ」の客。

### ゲスト
第1作「女帝バトル殺人帳簿」（2006年）
- 篠田千鶴（「カミュ」元ホステス・泰三の妻） - 芳本美代子
- 山崎仙一（銀座警察署 刑事） - 松澤一之
- 椿亜弓（「カミュ」ホステス・本名「河崎絵美」） - 矢部美穂
- 辰巳洋平（フリーライター・亜弓の元恋人） - 松永博史
- 上野浩介（銀座警察署 刑事） - 湯江健幸
- 永井五郎（「カミュ」チーフ） - 樽沢勇紀
- 沙也加（「カミュ」新人ホステス） - 大谷允保
- 絵里花（「カミュ」ホステス） - 中園友乃
- 美鈴（「カミュ」ホステス） - 水田芙美子
- 神主 - 加藤茶（愛情出演）
- アキコ（「ラ・シャトー」元ホステス） - 佐伯花
- 田所（「ラ・シャトー」の客） - 浜田道彦
- 司会者 - 吉野容臣
- 鑑識 - 泉知束
- 「カミュ」ボーイ - 米光雄作
- 「ラ・シャトー」チーママ - 山内紅実
- 「カミュ」ホステス - 江口いくえ、成海亜紀
- 「ラ・シャトー」ボーイ - 高杉勇次
- 銀座警察署 刑事 - 西山宗佑
- 死体を発見したカップル - 藤沼豊、木村恵
- 門倉啓輔（前大臣・代議士） - 藤木孝
- 篠田泰三（代議士・門倉の元秘書） - 西村和彦

第2作「ナニワクラブママ女帝バトル殺人事件」（2007年）
- 天童祐一（「ライレック」黒服） - 神保悟志
- 永井彰（ドリームフローリスト 社員） - 井田國彦
- 木村亜美（ホステス） - 小向美奈子
- 吉田光希 - 中山弟吾朗
- 藤井寺肇（金貸し） - 宮路佳伴
- 井川正隆（酒納入業者） - 前田耕陽
- ホステス - 新妻さと子
- 瞳ママ - 宗清万里子
- 工藤 - 大橋てつじ
- 増山（清美の夫） - 江藤潤
- 増山清美（キャバクラ「ライレック」ママ） - 小林幸子

第3作「赤いバラの殺人予告」（2008年）
- 泉ママ（クラブ「ロワール」オーナーママ・本名「和泉百合子」） - 野村真美（少女期：斎藤亜美）
- 田所奈緒美（「ロワール」 → 「カミュ」ホステス・本名「田所奈歩」） - 小嶺麗奈
- 水谷俊作（「霞」元黒服・ジュエリーデザイナー） - 金山一彦
- 小松崎一郎（総合病院院長・「カミュ」の客） - 仲本工事
- 片山直人（銀座警察署 刑事） - 水内猛
- さち子ママ（クラブ「霞」ママ・本名「若林さち子」） - 森川由加里
- 瞳ママ（クラブ「リュイ」ママ・本名「神崎瞳」） - 鹿取洋子
- 田所正康（奈歩の父・3年前死亡） - 石井洋祐
- 田所和枝（奈歩の母・田所の妻） - 兎本有紀
- 奥村吾一（勝沼警察署 刑事） - 西田健
- 和泉みつ（泉ママの母・老人ホーム「白桜苑」入所者） - 淡路恵子（若き日：北ひとみ）
- よしえ（「カミュ」ホステス） - 仁藤優子
- 麗子（「カミュ」ホステス） - 堀越のり
- マリ（「カミュ」ホステス） - 和泉妃夏
- 澪（「霞」ホステス・本名「菊地礼子」） - 幸田恵里
- 美樹（「カミュ」ホステス） - 七咲友梨
- 里菜（「カミュ」ホステス） - 稲葉さゆり
- 山梨県甲州市の農婦 - 五月晴子
- 「カミュ」の客 - 谷本一
- 山梨県勝沼町の直売所店員 - 松本じゅん
- 花売り - 小柳友貴美
- 銀座警察署 刑事 - 加瀬尊朗
- 老人ホーム「白桜苑」スタッフ  - 中村康子
- 鑑識 - 吉見幸洋
- 「カミュ」ボーイ - 船木壱輝
- 「霞」ボーイ - 谷和憲
- 銀座の通行人 - 寺田みき
- 泉ママの父 - 堀口敬巧
- 不倫相手 - 洪明花
- 水谷の秘書 - 木村恵

## スタッフ
- 脚本 - 関根俊夫（第1作）、鈴木貴子（第2作）、深沢正樹（第3作）
- 監督 - 長尾啓司
- クラブ監修 - 箕浦真壽美
- 技術協力 - 東通
- 美術協力 - フジアール
- 音響効果 - サウンズアート
- ポスプロ - 映広
- スタジオ - 東宝ビルト
- プロデュース - 瀧川治水、川島永次
- 製作 - テレビ東京、BSジャパン、ホリプロ

## 放送日程
| 話数 | 放送日        | サブタイトル                       | 脚本     |
| ---- | ------------- | ---------------------------------- | -------- |
| 1    | 2006年9月13日 | 女帝バトル殺人帳簿                 | 関根俊夫 |
| 2    | 2007年3月07日 | ナニワクラブママ女帝バトル殺人事件 | 鈴木貴子 |
| 3    | 2008年7月23日 | 赤いバラの殺人予告                 | 深沢正樹 |